# Reginald Arvizu
Reginald Quincy "Fieldy" Arvizu (Bakersfield, Kalifornija, 2. studenog 1969.) je basist nu metal sastava Korn. S Kornom je od početka 1993. i kao što razgovori u medijima govore ne bi nikada napustio sastav. Prije Korna je svirao za L.A.P.D. s Munkyjem Silveriom i Headom.

## Diskografija

### Korn
- Korn (album) (1994.)
- Life Is Peachy (1996.)
- Follow the Leader (1998.)
- Issues (1999.)
- Untouchables (2002.)
- Take a Look in the Mirror (2003.)
- Live & Rare (2003.)
- Greatest Hits, Vol. 1 (2004.)
- See You on the Other Side (2005.)
- MTV Unplugged (2007.)
- Untitled album (2007.)